# San Vicente Pacaya
San Vicente Pacaya är en kommunhuvudort i Guatemala.   Den ligger i departementet Departamento de Escuintla, i den södra delen av landet, 28 km sydväst om huvudstaden Guatemala City. San Vicente Pacaya ligger 1 583 meter över havet och antalet invånare är 7 162.
Terrängen runt San Vicente Pacaya är bergig söderut, men norrut är den kuperad. Runt San Vicente Pacaya är det ganska tätbefolkat, med 248 invånare per kvadratkilometer. Närmaste större samhälle är Villa Nueva, 13,5 km norr om San Vicente Pacaya. I omgivningarna runt San Vicente Pacaya växer huvudsakligen savannskog.